# Paolo Dall'Oglio
Paolo Dall'Oglio (Roma, 17 novembre 1954 – scomparso il 29 luglio 2013) è stato un presbitero e attivista italiano.
È noto per aver rifondato in Siria, negli anni Ottanta, la comunità monastica cattolico-siriaca "Al-Khalil" del Deir Mar Musa al-Habashi (Monastero di san Mosè l'Abissino), erede di una tradizione cenobitica ed eremitica risalente al VI secolo. Il monastero, ubicato nel deserto a nord di Damasco, accoglie anche aderenti di religione ortodossa. 
Gesuita impegnato nel dialogo interreligioso con il mondo islamico, il suo attivismo politico gli ha causato l'ostracismo del governo siriano, che minacciò la sua espulsione durante la repressione delle proteste popolari deflagrate nel 2011. Il decreto d'espulsione non fu inizialmente attuato a seguito di un accordo raggiunto con le autorità siriane, in base al quale il gesuita doveva tenere un "profilo basso", astenendosi dall'esprimersi pubblicamente sulla situazione politica del paese. L'espulsione è stata poi eseguita il 12 giugno 2012. Per un breve periodo dopo la sua espulsione dalla Siria, si è trasferito a Sulaymaniyya, nel Kurdistan iracheno, dove è stato accolto nella nuova fondazione monastica di Deir Maryam el Adhra. Il 29 luglio 2013 è stato rapito in Siria.

## Biografia
Entrato nella Compagnia di Gesù nel 1975, Paolo Dall'Oglio ha trascorso gli anni della formazione religiosa e accademica dell'Ordine in Italia, prima di intraprendere gli studi universitari a Beirut, capitale del Libano.

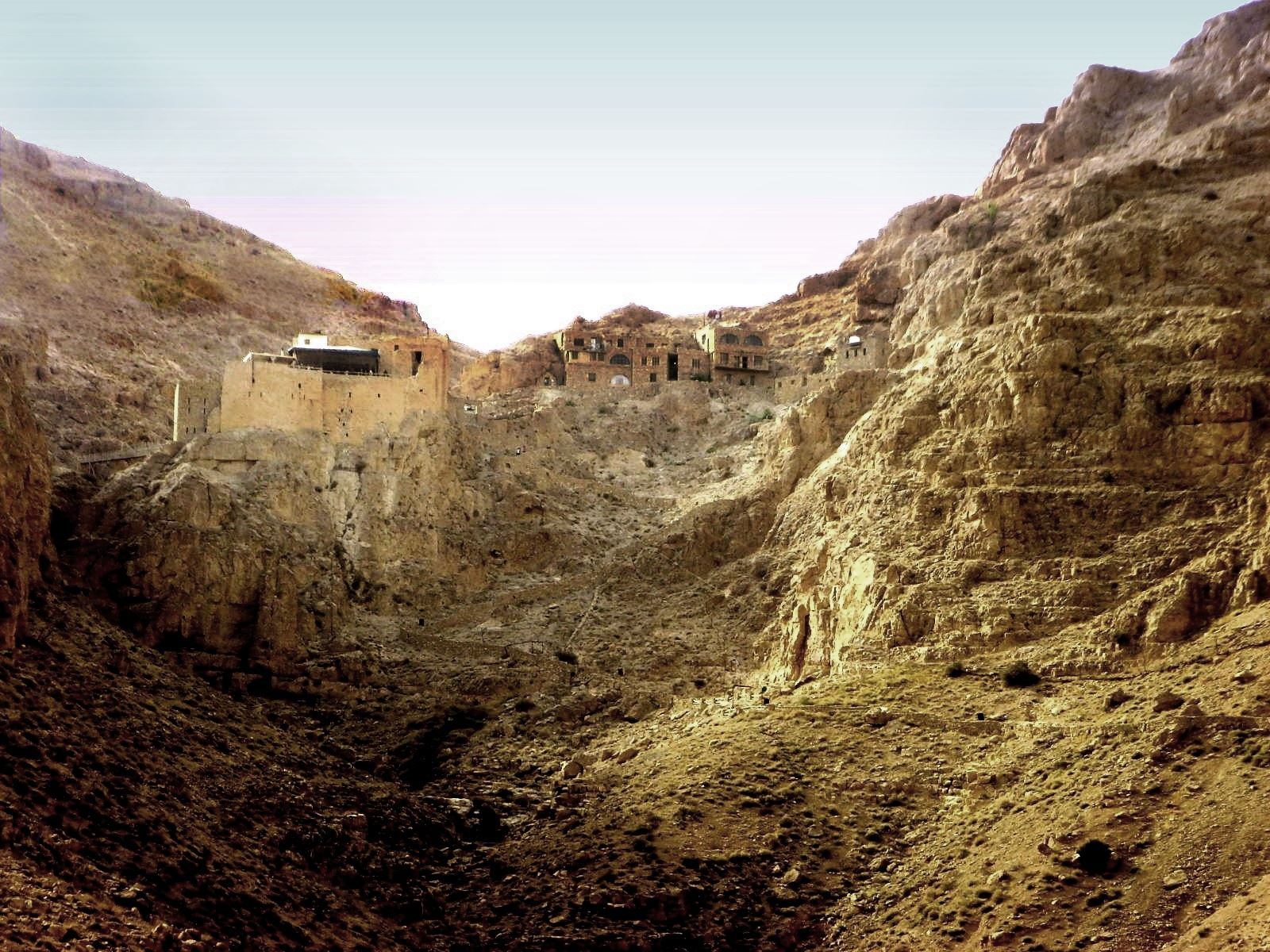
Monastero Deir Mar Musa.

Nel 1982 scopre i ruderi del monastero cattolico siriaco Mar Musa, costruito nell'XI secolo attorno a un antico romitorio occupato nel VI secolo da San Mosè l'Abissino, e vi si insedia per un ritiro spirituale dal mondo in un posto di grande solitudine religiosa e non solo.
Nel 1984, Dall'Oglio è ordinato sacerdote del rito siriaco cattolico e decide di ricostruire le mura del monastero.
Nel 1992 vi fonda una comunità spirituale ecumenica mista, la comunità al-Khalil («l'amico di Dio», in lingua araba, espressione con cui s'indica per antonomasia il patriarca Abramo) che promuove il dialogo islamico-cristiano.
Nel 2009 ha ricevuto la laurea honoris causa dall'Università cattolica di Lovanio.
Ha collaborato regolarmente con la rivista Popoli, pubblicazione internazionale dei gesuiti italiani, fondata nel 1915.

### Il decreto di espulsione nel 2011
Nel 2011 ha scritto un testo nel quale proponeva una soluzione pacifica ai problemi posti dalle sommosse popolari scoppiate in Siria, indicando la strada di una transizione politica verso un'architettura istituzionale democratica, basata sul consenso delle diverse componenti sociali e delle varie sensibilità religiose che coabitano in Siria. Ne è seguita la reazione del regime di Bashar al-Assad che, impegnato nel contrasto militare della rivolta, ha decretato l'espulsione di Dall'Oglio dalla Siria. A dicembre 2011, Dall'Oglio non aveva ancora ottemperato all'ordinanza, continuando a risiedere in Siria. A seguito di una lettera aperta spedita all'inviato speciale in Siria delle Nazioni Unite, Kofi Annan, il 12 giugno 2012 Dall'Oglio ha dovuto lasciare la Siria.
Nel 2012 ha ricevuto il Premio per la Pace 2012 che la regione Lombardia assegna ogni anno ai grandi testimoni per la Pace.

### Il rientro in Siria e il rapimento
Nel 2013 Dall'Oglio è rientrato nel nord controllato dai ribelli siriani, dove si è impegnato in difficili trattative per la liberazione di un gruppo di ostaggi a Raqqa. Mentre si trovava nel capoluogo siriano di Raqqa per cercare di riappacificare i rapporti tra i gruppi curdi e i jihādisti arabi e intendeva pure trattare la liberazione di un gruppo di ostaggi nella zona orientale del paese, si sono perse le sue tracce. Il 29 luglio 2013 sarebbe stato rapito da un gruppo di estremisti islamici vicino ad al-Qāʿida.
Il 12 agosto 2013, il sito arabo Zamal al-Wasl ha diffuso la notizia della sua uccisione, che il Ministro degli esteri Emma Bonino non è stato in grado di confermare o smentire. Il luogo dove sarebbe stato gettato il suo corpo sarebbe la foiba al Houta nella zona di Raqqa.
Secondo altre fonti, oltre alla testimonianza dell'intellettuale siriano Michel Kilo che lo dà vivo a Raqqa, sotto la custodia di militanti iracheni dello Stato Islamico, France-Catholique afferma che il gesuita sarebbe stato ucciso.
Nel 2016 gli è stato assegnato il Premio Nazionale Nonviolenza.
Il 7 febbraio 2019 il Times di Londra riporta che l'ISIS in fuga dalla Siria avrebbe offerto alcuni ostaggi, tra cui Paolo Dall'Oglio, alle forze curdo-arabe sostenute dagli Stati Uniti in cambio di un passaggio libero per uscire dal paese.

Nel giugno 2025 viene diffusa la notizia secondo cui i resti di padre Paolo Dall'Oglio sarebbero stati ritrovati in una fossa comune in Siria.

## Libri e scritti
- Speranza nell'Islam, Marietti, 1992 ISBN 978-88-211-7461-2.
- Oser l'Oecuménisme, Intervento di P. Paolo Dall'Oglio in occasione del colloquio « Quel avenir pour les chrétiens d'Orient ? » tenuto a Parigi, il 16 e 17 novembre 2007.
- (FR) Paolo Dall’Oglio, La démocratie consensuelle, pour l’unité nationale, su Deir Mar Musa al-Habashi, 25 luglio 2011. URL consultato il 2 agosto 2025 (archiviato il 17 aprile 2025).
- La sete di Ismaele. Siria, diario monastico islamo-cristiano, con prefazione di Paolo Rumiz, Gabrielli editori, 2011 ISBN 978-88-6099-141-6.
- Amoureux de l'Islam, croyant en Jésus, con la collaborazione di Églantine Gabaix-Hialé, prefazione di Régis Debray, 190 pp., L'Atelier, 2009 ISBN 978-2-7082-4044-5
  - Innamorato dell'Islam, credente in Cristo, Jaca Book, 2011 ISBN 978-88-16-30490-1.
- Collera e Luce. Un prete nella rivoluzione siriana, con la collaborazione di Églantine Gabaix-Hialé, 171 pp., EMI, 2013 ISBN 978-88-307-2144-9.